# Plateumaris rustica
Plateumaris rustica là một loài bọ cánh cứng trong họ Chrysomelidae. Loài này được Kunze miêu tả khoa học năm 1818.

## Hình ảnh

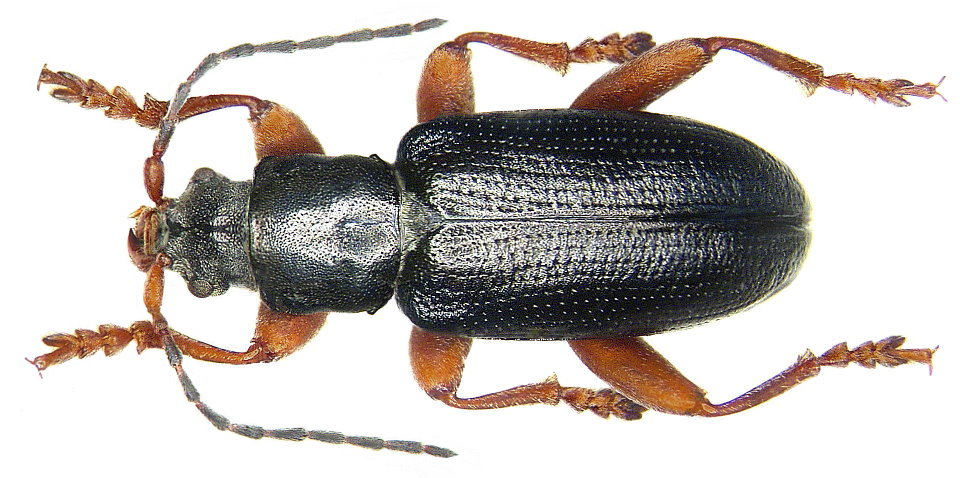